# Crețești
Creţeşti é uma comuna romena localizada no distrito de Vaslui, na região de Moldávia. A comuna possui uma área de 54.55 km² e sua população era de 1842 habitantes segundo o censo de 2007.